# Biancavilla

Localització de Biancavilla

Biancavilla (sicilià Biancavilla) és un municipi italià, situat a la regió de Sicília i a la ciutat metropolitana de Catània. L'any 2007 tenia 23.433 habitants. Limita amb els municipis d'Adrano, Belpasso, Bronte, Castiglione di Sicilia, Centuripe (EN), Maletto, Nicolosi, Paternò, Ragalna, Randazzo, Sant'Alfio, Santa Maria di Licodia i Zafferana Etnea.

## Administració
| Període | Identitat         | Partit |
| ------- | ----------------- | ------ |
| 2006-   | Giuseppe Glorioso | PD     |